# 007 Координати: Скайфол
„007 Координати: Скайфол“ е двадесет и третият филм от поредицата за Джеймс Бонд и третият с Даниел Крейг в ролята на легендарния агент 007. Излиза през 2012 г. и е режисиран от носителя на „Оскар“ Сам Мендес.

## Сюжет
Внимание:  Текстът по-долу разкрива сюжета на произведението (или части от него)!
По време на акция в Истанбул Джеймс Бонд преследва наемника Патрис, притежаващ диск с информация за всички внедрени агенти на НАТО. Партньорката на Бонд, Мънипени (бъдещата секретарка на „М“), в опит да спре наемника прострелва Бонд, който пада в река и се смята за мъртъв от шефовете си.
Същевременно в МИ-6 започва изтичане на информация, петима от тайните агенти са разкрити и убити, а главната квартира е взривена. „М“, началникът на МИ-6, е под натиск да подаде оставка заради кризата, когато от Турция се завръща оцелелият за пореден път Бонд. Анализът на уликите сочи, че зад атаката вероятно стои бивш кадър на управлението, търсещ отмъщение срещу „М“ за това, че го е предала преди години. Бонд е принуден да се впусне по петите на престъпника, от небостъргачите на Шанхай до подземията на Лондон, преди да се изправи срещу него в една финална схватка, в родния си дом в Шотландия – имението „Скайфол“.

## В ролите
| Актьор         | Роля                                                                          |
| -------------- | ----------------------------------------------------------------------------- |
| Даниел Крейг   | Джеймс Бонд                                                                   |
| Хавиер Бардем  | Раул Силва (роден Тиаго Родригес), бившият агент на МИ-6, кибертерорист       |
| Ралф Файнс     | Гарет Мелори, нов „М“, шефът на МИ-6                                          |
| Джуди Денч     | „М“, шефът на МИ-6                                                            |
| Наоми Харис    | Ив Мънипени, секретарка на „М“                                                |
| Бен Уишоу      | „Q“, началник на техническия отдел на МИ-6                                    |
| Рори Киниър    | Бил Танер, заместник на „М“                                                   |
| Беренис Марло  | Северин, асистент на Раул Силва                                               |
| Хелън Маккрори | Клер Довар, председател на парламентарната комисия по разузнаване и сигурност |
| Албърт Фини    | Кинкейд, лесничей от Скайфол                                                  |
| Ола Рапас      | Патрис, наемен убиец                                                          |

## Музика на филма
Саундтракът към филма е написан от композитора Томас Нюман. Това е дебютът му във филм на „бондиана“. Нюман заменя Дейвид Арнолд, тъй като режисьорът Сам Мендес преди това е работил с Нюман във филмите си „Американски прелести“ и „Път към отмъщение“. „Заглавната“ песен е изпълнена от популярната британска певица Адел.

## Интересни факти
- Филмът е част от отбелязването на 50-ата годишнина от началото на поредицата и е първият записан и на IMAX.
- Това е първият филм от „бондиана“, получил две награди „Оскар“: за най-добра песен и най-добър звуков монтаж.
- Сам Мендес опитва да убеди звездата Шон Конъри да участва в ролята на лесничея Кинкейд, но Конъри отказва, заявявайки, че не иска да играе второстепенна роля във филм.
- Снимките на „бърлогата на злодея“ Раул Силва са направени на японския остров Хашима („Кораба“). Това е най-известният „мъртъв“ остров, някога гъсто населен като част от подводна мина за въглища с жилища към нея, но сега напълно празен и изоставен.
- На гарата в Адана, където са заснети бойните сцени с Бонд и наемника Патрис на покрива влака, става малък инцидент: на снимачната площадка прониква група турски тийнейджъри, които са задържани от полицията.
- В началото на филма „простреляният“ Джеймс Бонд пада от мост във водата. Мостът – каменният виадукт „Варда“ (Varda Viaduct) с височина 98 м, е построен през 1916 г. и се намира в Турция.
- Това е първият филм на „бондиана“, който печели в боксофиса над 1 млрд. долара.